# Geranosaurus
Geranosaurus ("jeřábovitý ještěr") byl rod malého ptakopánvého dinosaura, zřejmě příslušníka čeledi Heterodontosauridae.

## Popis
V současnosti jde o nomen dubium (vědecky pochybné jméno), protože rod je znám jen na základě jediné čelisti, objevené na území dnešní Jihoafrické republiky. Ta řadí tohoto dinosaura mezi ptakopánvé, přesnější zařazení je však pochybné. Tento malý dinosaurus dosahoval přibližně hmotnosti slepice.
Typový druh G. atavus byl formálně popsán paleontologem Richardem Broomem v roce 1911.